# Dreama Walker

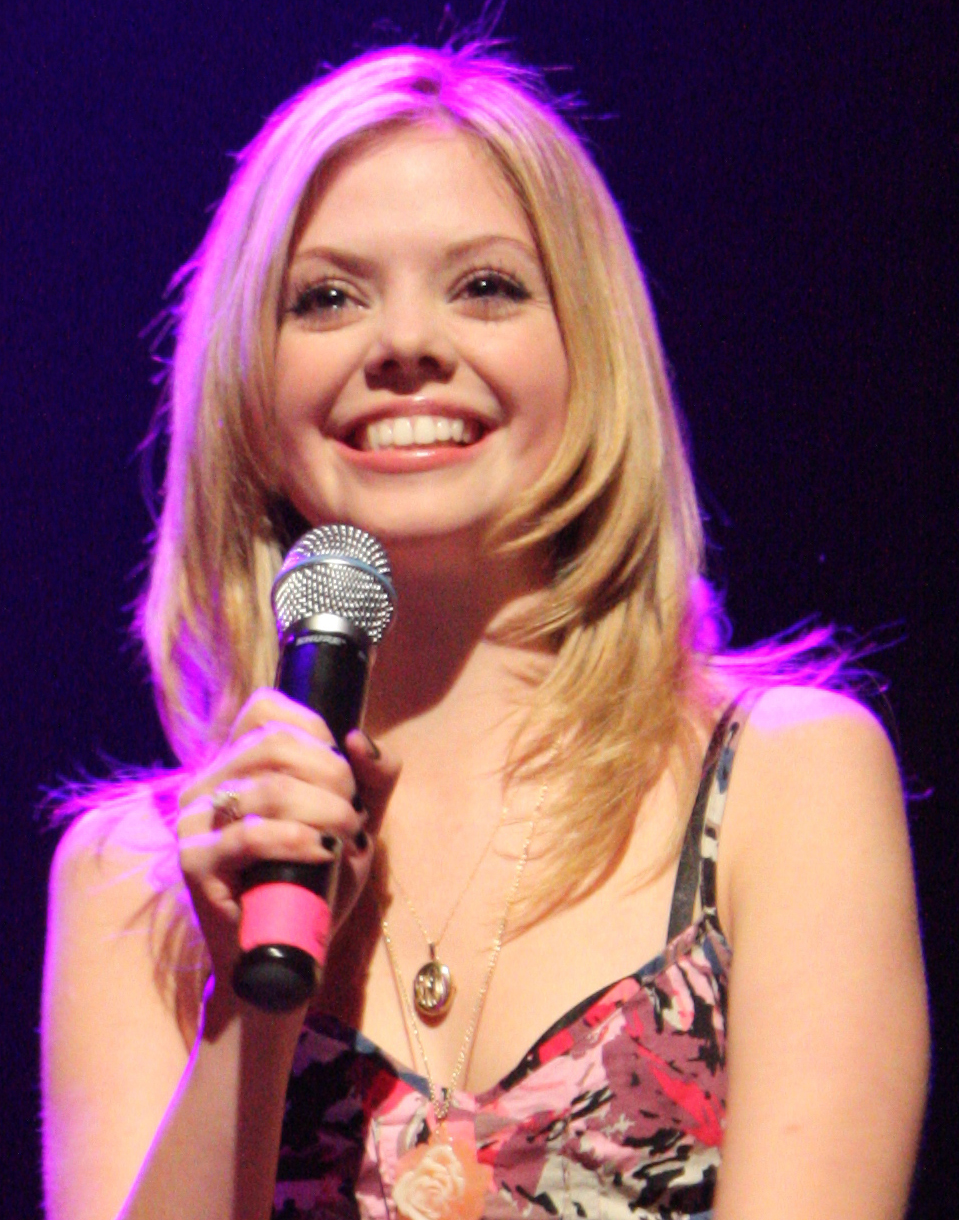
Dreama Walker (2010)

Dreama Elyse Walker (* 20. Juni 1986 in Tampa, Florida) ist eine US-amerikanische Schauspielerin.

## Leben
Dreama Walker wuchs in ihrer Geburtsstadt Tampa auf. Im Jahr 2006 gab sie im Alter von 20 Jahren ihr Schauspieldebüt in der Fernsehserie Law & Order. Bekannt wurde sie als Hazel Williams in der Jugendserie Gossip Girl. Die Darstellung der Ashley Kowalski in Gran Torino, einem von Clint Eastwood 2008 als Produzent, Regisseur und Hauptdarsteller gedrehtem Filmdrama, machte sie auch international bekannt. Sie lebt (Stand 2016) in Los Angeles. Am 1. August 2015 heiratete sie Christopher McMahon in Kauai.

## Filmografie (Auswahl)
- 2006: Law & Order (Fernsehserie, Episode 17x08)
- 2007: Springfield Story (Fernsehserie, 2 Episoden)
- 2007: Goodbye Baby
- 2008: Sex and the City – Der Film (Sex and the City: The Movie)
- 2008: Criminal Intent – Verbrechen im Visier (Law & Order: Criminal Intent, Fernsehserie, Episode 7x20)
- 2008: Wherever You Are
- 2008: The End of Steve
- 2008: Gran Torino
- 2008–2009: Gossip Girl (Fernsehserie, 14 Episoden)
- 2009: Lügen macht erfinderisch (The Inventing of Lying)
- 2009: Ugly Betty (Fernsehserie, Episode 3x23)
- 2009: Royal Pains (Fernsehserie, Episode 1x03)
- 2009: In the Meantime
- 2009–2011, 2013: Good Wife (The Good Wife, Fernsehserie, 8 Episoden)
- 2010: Mercy (Fernsehserie, Episode 1x19)
- 2010: Seven Deadly Sins (Fernsehserie, 2 Episoden)
- 2011: Vamperifica
- 2012: Compliance
- 2012–2013: Apartment 23 (Don’t Trust the B---- in Apartment 23, Fernsehserie, 26 Episoden)
- 2013: New Girl (Fernsehserie, Episode 3x02)
- 2015: Law & Order: Special Victims Unit (Fernsehserie, Episode 16x10)
- 2015: A to Z (Fernsehserie, Episode 1x13)
- 2015: Don’t Worry Baby
- 2015: Paperback
- 2017: Doubt (Fernsehserie, 13 Episoden)
- seit 2017: American Dad! (Fernsehserie, Stimme)
- 2018: Man with a Plan (Fernsehserie, Episode 2x14)
- 2018: Brockmire (Fernsehserie, 4 Episoden)
- 2019: Once Upon a Time in Hollywood
- 2019: American Horror Story (Fernsehserie, Episode 9x03)
- 2021: Pooling to Paradise